# Mindfield
Ne pas confondre avec Mindfields, album du groupe Toto
Mindfield ou La Mémoire assassinée au Québec, est un film canadien réalisé par Jean-Claude Lord en 1989.

## Fiche technique
- Titre : Mindfield
- Titre québécois : La Mémoire assassinée
- Titre original : Mindfield
- Réalisation : Jean-Claude Lord
- Production : Franco Battista, Tom Berry, Tony Duarte
- Scénario : William Deverell
- Montage : Yves Langlois
- Date de sortie : 1989
- Film américain
- Genre : thriller
- Durée : 92 minutes

## Distribution
- Michael Ironside (V.Q. : Vincent Davy) : Kellen O'Reilly
- Lisa Langlois (V.Q. : Anne Bédard) : Sarah Paradis
- Christopher Plummer (V.Q. : Ronald France) : Doctor Satorius
- Stefan Wodoslawsky (V.Q. : Jean-Luc Montminy) : Raolo Basutti
- Sean McCann (V.Q. : Gérard Delmas) : Rudy
- Robert Morelli (V.Q. : Gilbert Lachance) : Juley 'The Juice'
- George Sperdakos (V.Q. : Yvon Thiboutot) : Leo Sloukos
- Claire Rodger (V.Q. : Claudie Verdant) : Margot
- Eugene Clark (V.Q. : Jean-Marie Moncelet) : Hugh McVeigh
- James Bearden (V.Q. : Éric Gaudry) : Eddie
- Harvey Atkin (V.Q. : Luc Durand) : Bob Champlain
- Howard Jerome (V.Q. : Victor Désy) : Johnny Ronce
- Tom Rack : Mick
- Kenneth W. Roberts : Alabama Bill
- Michael McGill : Bennie
- Richard Jutras : Policeman
- Pierre Chagnon : Union Rep

Source et légende : Version québécoise (V.Q.) sur Doublage Québec.